# ان‌جی‌سی ۱۹۹۹
ان‌جی‌سی ۱۹۹۹ یک سحابی بازتابی در صورت فلکی شکارچی است که نور خود از ستاره متغیر V380 می‌گیرد و حدود ۱۵۰۰ سال نوری از زمین فاصله دارد.